# Litchfield (Michigan)
Pour les articles homonymes, voir Litchfield.
Litchfield est une ville du comté de Hillsdale, dans l'État du Michigan, aux États-Unis. En 2020, sa population était de 1 399 habitants.